# Selce (Banská Bystrica)
Selce (in tedesco Windischdorf in der Sohl, in ungherese Szelcse o Szelec) è un comune della Slovacchia facente parte del distretto di Banská Bystrica, nella regione omonima.
Ha dati i natali al compositore Andrej Očenáš (1911-1995).

## Storia
Citato per la prima volta nel 1332 (con il nome di Omnes Sancti de Zolio), appartenne alla nobile famiglia locale dei Szelcsey / Selecký, e poi alla città di Slovenská Ľupča.